# Flex (Polo G)
Flex è un singolo del rapper statunitense Polo G, pubblicato il 5 giugno 2020 come quinto estratto dal secondo album in studio The Goat.

## Descrizione
Il brano è la quarta traccia dell'album The Goat e vede la collaborazione del defunto rapper Juice Wrld. È stato prodotto da Hit-Boy e co-prodotto da Corbett ed è stato scritto dagli interpreti e dai produttori.

## Tracce
Testi e musiche di Taurus Bartlett, Jarad Higgins, Chauncey Hollis e Dustin Corbett.
1. Flex (feat. Juice Wrld) – 2:44

## Formazione
- Polo G – voce
- Juice Wrld – voce aggiuntiva
- Hit-Boy – produzione, registrazione
- Corbett – co-produzione
- Max Lord – registrazione
- Eric Lagg – mastering
- David Kim – missaggio

## Classifiche
| Classifica (2020) | Posizione massima |
| ----------------- | ----------------- |
| Canada            | 60                |
| Irlanda           | 75                |
| Regno Unito       | 91                |
| Stati Uniti       | 30                |